# Théophile Bellando de Castro
Théophile Bellando de Castro (Monaco, 7 marzo 1820 – Monaco, 16 maggio 1903) è stato un notaio, poeta e musicista monegasco.
È probabilmente noto per essere stato il compositore del testo de l'Hymne Monégasque, l'inno tradizionale del Principato di Monaco, musicato poi nel 1867 dal musicista monegasco Charles Albrecht. Bellando de Castro per il servizio reso alla patria ricevette dal principe la medaglia dell'Ordine di San Carlo.

## Biografia
Nato il 7 marzo 1820 a Monaco, Théophile era figlio di Antoine Bellando de Castro (ufficiale del Primo impero francese, divenuto nel 1817 capitano della compagnia dei Carabinieri del Principe creata da poco dal principe Onorato IV), e di Marie-Théodore Aillaud de Sausses. La famiglia di suo padre era di antica residenza a Monaco dove si era trasferita con tutta probabilità nel XVI secolo.
Oltre agli studi di legge, Théophile integrò ulteriori studi per il notariato grazie a suo zio materno, Jacques Aillaud de Sausses, al quale succedette appunto nella medesima professione, divenendo pertanto anche Notaio della Casa Reale con ordinanza n°199 del 1863, mantenendo tale incarico sino alla propria morte nel 1903.
Con le sollevazioni popolari a Mentone e Roccabruna nel 1848, venne nominato capitano della Guardia Nazionale creata il 29 agosto del medesimo anno per ordine del principe Florestano I e comandata da suo padre Antoine Bellando de Castro (il quale gli assicurò ad interim le funzioni di governatore generale del principato). Questa milizia civica adottò come marcia la cosiddetta Marche nationale des loyalistes, un canto patriottico il cui testo rimandava alla fedeltà nella persona del principe di Monaco e della sua famiglia.
Quando il principe Carlo III salì al trono, Théophile Bellando venne nominato vicesindaco di Monaco con ordinanza n°16 del 1856. Rieletto a questa funzione a due riprese (nel 1862 e nel 1865), esercitò questa responsabilità pubblica sino al 1870.
Théophile Bellando de Castro morì il 16 maggio 1903 a Monaco all'età di 83 anni, vedovo di Louise Médecin che aveva sposato nel 1854 e dalla quale non aveva avuto eredi.

## L'inno nazionale

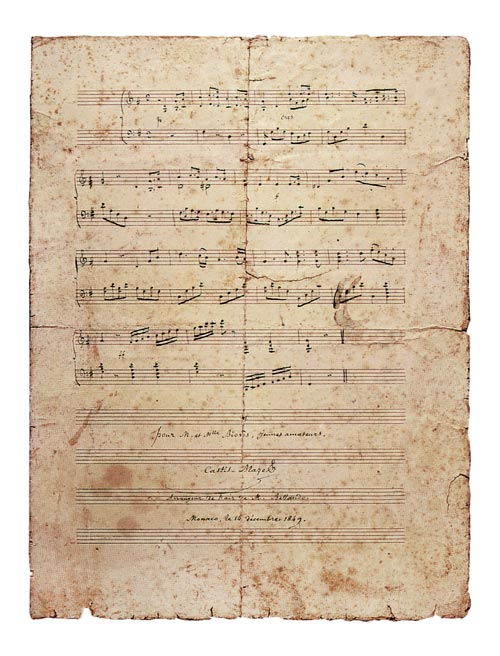
Spartito manoscritto dell'inno monegasco (Théophile Bellando de Castro - Castil-Blaze)

Nel 1841 Théophile Bellando che aveva all'epoca solo 21 anni penso di replicare al diffondersi nel principato di canzoni sediziose inneggianti alla rivoluzione, scrivendo un canto patriottico di otto strofe ed un ritornello in lingua francese, omaggio di lealtà e fedeltà al principe di Monaco ed alla sua famiglia. L'incontrò col musicista Castil-Blaze, grande amico del principe Florestano I, fu l'occasione per Théophile Bellando di fargli ascoltare il proprio canto ed aggiustarlo al meglio.
Quando nel 1848, Mentone e Roccabruna si dichiararono "città libere", Théophile Bellando divenne capitano della Guardia Nazionale creata il 29 agosto per ordinanza del principe Florestano I e utilizzò questo canto come marcia del corpo, assumendo il nome di Marche nationale des loyalistes.